# 포츠쿠르노
포츠쿠르노(Porthcurno)는 영국 콘월주에 위치해 있는 도시이다. 주변에는 펜잔스, 트린, 세인트 버리안 등이 위치한다. 도시의 규모는 몇 개의 건물만 위치해 있을 정도로 작지만 해변이 유명하여 많은 사람들이 찾고 있다.